# Amherstburg
Amherstburg es un pueblo canadiense situado en la provincia de Ontario.

## Superficie
Amherstburg tiene una superficie de 183,76 km².

## Demografía
En 2021, tenía 23 524 habitantes, una densidad poblacional de 128 hab./km², y 9548 viviendas.